# Wizardry (spelserie)
Wizardry är en spelserie som från början utvecklades till Apple II men sedan portades till andra system. Det sista spelet i serien, Wizardry 8, var bara tillgängligt för Windows. Wizardry utvecklades av Sir-Tech under åren 1981 till 2001.

## Spel i serien
- Wizardry
- Wizardry 2
- Wizardry 3
- Wizardry 4
- Wizardry 5
- Wizardry 6
- Wizardry 7
- Wizardry 8